# Tres padres solteros
Tres padres solteros fue una serie/unitario argentina protagonizada por Juan Leyrado, Gastón Pauls y Gustavo Garzón, transmitida por Telefe durante el 2003. Fue dirigida por José Luis Mazza, y escrita por Gustavo Belatti y Mario Segade.

## Sinopsis
Los protagonistas son tres viejos amigos de distintas edades que se conocieron en una murga hace tiempo y que vuelven a encontrarse mientras atraviesan situaciones similares.
- Miguel Galendo (Juan Leyrado) es un padre soltero de 50 años y sociólogo que mantiene a su familia con una cadena comercial. Tiene 3 hijos y está separado hace 8 años.
- Marcelo Casariño (Gustavo Garzón) es un vendedor de autos y seductor empedernido de 40 años, divorciado hace 4 años y con dos hijos adolescentes que confía que su mujer volverá con él, mientras disfruta de su soltería.
- Guillermo Nelber (Gastón Pauls) es un fotógrafo de 30 años recientemente separado que busca un departamento para alquilar y vivir con su hija de cinco años.[2]

## Elenco
Tres Padres Solteros
- Juan Leyrado - Miguel Galendo
- Gastón Pauls - Guillermo Nelber
- Gustavo Garzón - Marcelo Casariño

Las Ex
- Cristina Banegas - Ines
- Diana Lamas - Claudia
- Eleonora Wexler - Carla

Los Hijos
- Camila Fiardi Mazza - Lucia Nelber
- Celeste Garcia Satur - Carolina Galendo
- Gonzalo Heredia - Mauricio Galendo
- Jimena La Torre - Paula Galendo
- Juan Diego West - Maxi Casariño
- Federico Iannone - Bruno Casariño

Reparto
- Alejandro Awada - Rino
- Gustavo Belatti -
- Úrsula Vargues - Diana
- Fabiana García Lago - Isa
- Ariel Staltari - Molleja
- Mariana Richaudeau - Monina